# Ante Aračić
Ante Aračić (Imotski, 28. rujna 1981.) bivši je hrvatski nogometaš. 

## Karijera
Karijeru je započeo u Imotskom, te kasnije nastavio u omladinskom pogonu Hajduka. Do seniorske momčadi se nije uspio probiti, te je otišao u NK Zagreb. Nakon sisačke Segeste i povratka u Imotski, uslijedio je belgijski Oostende. Nakon toga ide u BiH, pa se vraća u Hrvatsku. Tijekom sezone 2005./06. odlazi na probu u prašku Slaviju. 
Nakon Slavije ponovno odlazi u Belgiju, a zatim se 2008. vraća u Hajduk. Za prvu momčad Hajduka u dvije godine odigrao je tek četiri prvenstvene utakmice. Nakon Hajduka igra za Šibenik, Varaždin i matični Imotski. Od 2014. igra za Croatiju Zmijavci koju napušta krajema 2015. nakon incidenta na jednoj prvenstvenoj utakmici. Početkom sljedeće godine pristupa Mračaju iz Runovića.
Tijekom 2007. godine dobio je poziv izbornika Muzurovića na okupljanje bh. reprezentacije na koje se zbog ozljede nije odazvao.

## Vanjske poveznice
- Profil na transfermarkt.com